# Вайлант, Валлерант
Валлерант Вайлант (нидерл. Wallerant Vaillant), также Вайан, Вальян и Вейлант (30 мая 1623 года, Рэйсел — 2 сентября 1677 года, Амстердам) — фламандский художник-портретист и гравёр золотого века нидерландской живописи.
Писал портреты поразительного сходства с немецких и французских государей своей эпохи. В его живописи заметно влияние знаменитого Ван дер Гельста. Был один из первых гравёров в манере, называемой меццо-тинто.

## Биография и творчество
Валлерант Вайлант родился в Лилле.
Старший из пяти братьев-художников, все они стали успешными.
Его младшие братья:
- Вайлант, Ян (1624[8]—1668),
- Вайлант, Бернард (1625—1670)[9],
- Вайлант, Жак (1625—1691),
- Вайлант, Андрис (1629[10]—1673).

Учился в Антверпене у Э. Квеллина, ученика Рубенса. Он переехал с родителями в 1643 году в Амстердам. В 1647 году он жил в Мидделбурге, но в 1649 году опять вернулся в Амстердам. В 1658 году он отправился со своим братом во Франкфурт и Гейдельберг. В 1659 году он отправился в Париж с Филибер де Грамон, где он пробыл пять лет. Служил придворным живописцем в Вене. Писал портреты всего королевского двора Людовика XIV и портрет императора Леопольда. В 1664 году он поселился в Амстердаме и стал придворным художником Джона Уильяма Фризо, принца Оранского.
Он умер в Амстердаме в 1677 году.
Гравировал сухой иглой эстампы и первым начал гравировать под растушку (фр. en manière noire). Тайна этого нового способа гравирования была ему вверена герцогом Камберлендским, а по неосторожности Вайланта открыта и разглашена сыном того медника, которому он давал выправлять и обрезать свои медные доски.